# دنیس فاویه
دنیس فاویه (انگلیسی: Denis Favier؛ زادهٔ ۱۸ مهٔ ۱۹۵۹) فرد نظامی اهل فرانسه است.